# Nguyen Hue
Nguyễn Huệ, também conhecido como Imperador Quang Trung (光中皇帝; Quang Trung Hoàng đế; Binh Dinh, 1752 – Phú Xuân, a 16 de setembro de 1792), foi o segundo imperador da Dinastia Tây Sơn do Vietname, reinando de 1788 até 1792.